# Kielcestadion
Het Kielcestadion (tot 2014 Stadion Miejski genoemd) is een multifunctioneel stadion in Kielce, een stad in Polen. Het stadion wordt vooral gebruikt voor voetbalwedstrijden, de voetbalclub Korona Kielce maakt gebruik van dit stadion. Ook het nationale elftal van Polen speelt hier af en toe een internationale wedstrijd. Er is plek voor 15.500 toeschouwers en werd gebouwd in 2006.